# Якібчук Мирослав Ілліч
Мирослав Ілліч Якібчук  народився 29 червня 1968 року у селі Шешори Косівського району Івано-Франківської області. Український політик, громадський діяч, лідер профспілкового руху.

## Біографія
1983—1987 рр. — навчався у Сторожинецькому лісогосподарському технікумі, був профспілковим лідером технікуму.
1987—1989 рр. — служив у збройних силах, у складі військової частини брав участь у ліквідації наслідків землетрусу у Вірменії в 1989 р.
1989—2000 рр. — працював на виробництві; пройшов шлях від робітника агрофірми «Гомін Карпат» до Генерального директора акціонерної компанії «Укрмонолітспецбуд».
З 1998 року — член Всеукраїнської партії трудящих. Очолював Київську міську організацію ВПТ. У 2001 році, на ІІІ з'їзді ВПТ, обраний головою Всеукраїнської партії трудящих, яка є політичним авангардом українських профспілок.
З 1989 року — член профспілки.
У 2004 році очолив Всеукраїнську профспілку працівників морської та рибогосподарської галузі.
У грудні 2004 року на Установчому з'їзді НФПУ обраний головою Всеукраїнського об'єднання профспілок — Національного форуму профспілок України. В Україні це — друге за чисельністю об'єднання профспілок України.